# روبن كوكي
روبن كوكي (بالإنجليزية: Reuben Cooke)‏ هو لاعب اتحاد الرغبي نيوزلندي، ولد في 1880 في كرايستشرش في نيوزيلندا، وتوفي في 5 مايو 1940 في ملبورن في أستراليا.